# فرودگاه بورگس–کلارکسبرگ
فرودگاه بورگس-کلارکسبرگ (به انگلیسی: Borges-Clarksburg Airport) یک فرودگاه است . این فرودگاه در کشور ایالات متحده آمریکا قرار دارد و در ارتفاع ۴ متری از سطح دریا واقع شده‌است.